# 仁義の墓場
『仁義の墓場 』（じんぎのはかば）は、1975年に東映が制作した日本映画。藤田五郎の同名小説が原作。

## 概要
日活アクションスターとして活躍し、日活退社後は松竹、東宝の諸作品で主演・準主演として活躍していた渡哲也の東映初主演作品。監督は1973年からの『仁義なき戦い』シリーズで「実録ヤクザ映画」ブームの先鞭を切った深作欣二で、監督の起用は渡本人の希望による。　
仁義、組織、盃、掟に牙を剥き、戦後ヤクザの語り草ともなった実在のヤクザ石川力夫の型破り、かつ破滅的な生き様を凄惨な暴力描写で描き通した作品で、実録ヤクザ路線の極北と評される。公開当時の興行成績は振るわなかったが、後にその一種異様な迫力が評価され、キネマ旬報「オールタイムベスト・ベスト100」日本映画編（1999年版）では、38位に選出されるなど作品の評価は高い。
翌年には同じ深作監督による続編的作品（物語の連続性はない）『やくざの墓場 くちなしの花』も制作されている。

## あらすじ
終戦直後の新宿は、ヤクザと外国勢力との抗争が続く混乱の只中にあった。テキ屋一家「河田組」の石川力夫（渡哲也）は兄弟分の今井幸三郎（梅宮辰夫）、杉浦誠（郷鍈治）と、中野を拠点とする三国人の愚連隊「山東会」を襲撃しテラ銭を強奪、さらに抗争によって双方摘発される。しかし治安維持に苦慮する警察の計らいで自分らのみ釈放され、まんまと同会を壊滅に追い込んだ彼らは中野今井組を興す。そして石川はこの抗争の最中に知り合った、置屋の若い女、地恵子（多岐川裕美）を強姦して情婦にする。
石川の凶暴性を持て余した組長の河田徹（ハナ肇）は、「池袋親和会」の青木政次（今井健二）を消せと示唆する。石川は青木の情婦を犯し、青木を叩きのめす。大幹部・梶木昇（成田三樹夫）を筆頭に復讐のため集結する親和会勢力に一大抗争の危機を迎えるが、河田に縋りつかれた大親分・関東野津組組長 野津喜三郎（安藤昇）の発案によって、進駐軍に鎮圧するよう仕向けることで事なきを得た。
杉浦は野津の盃を受け、組織に同化していく。破壊衝動の収まらない石川は賭場で悶着を起こし、野津から一喝される。逆恨みから野津の車に放火した石川は河田から激しい制裁を受ける、逆上して親分である河田を刺してしまう。今井にかくまわれる石川だが、その身を案じた妻・地恵子が警察に通報したことから逮捕される。
収監された石川を、親に斬りつけた不義理者として周囲の懲役囚たちがつけ狙う。不安から相次いで暴力騒ぎを起すも、一年六ヶ月の懲役を受けた後、出所した石川は河田組から十年間の関東所払いを食らい、地恵子に体を売らせて獲た金を持って大阪へ移る。この地で肺を病んだ石川は、釜ヶ崎のドヤ街で娼婦からヘロインを覚え中毒となり、売人を襲撃しようとしたところでやはり中毒患者の小崎勝次（田中邦衛）と出会い、意気投合する。
一年後、すっかり身体を蝕まれた石川らは無断で帰京し、今井組の賭場で騒動を起こす。今度も石川をかばおうとした今井ではあったが石川の上京を嗅ぎつけた河田から牽制され、なんとか石川を東京から遠ざけようとする。不実を責める石川に堪忍袋の緒が切れた今井は彼をなじり、怒りに我を忘れた石川は今井を刀で斬りつけ重傷を負わす。逃走後、再び現れた石川は今度は今井を射殺し、制止しようとした彼の妻にも右手に大怪我を負わせる。野方のアパートに潜伏していた石川と小崎を、警官隊はもちろん、河田組員、今井組員が包囲する異様な雰囲気の中、石川は無差別に発砲を繰り返す。薬が切れ禁断症状となった小崎を見て追い詰められ石川は、弾も尽き自棄になって表へ飛び出したところをもみくちゃの状態で取り押さえられる。警察病院に収容された後、彼は殺人及び殺人未遂で懲役十年の刑を宣告される。
昭和二十六年一月二十九日、肺を病んだ体に鞭を打って保釈金を工面するなど石川を献身的に支え続けた地恵子は、心身を磨耗し尽くして自殺した。刑務所内で胸部疾患が悪化した石川が、病気治療のため仮出獄を許される、わずか三日前のことであった……
火葬を終え、地恵子の骨を、手を震えさせながら一つ一つ箸で摘み骨壷に納める石川のサングラスに隠された両目から流れる涙は、頬を伝って灰の上に滴り落ちた。地恵子の骨壷をぶら下げ、死神のように彷徨う石川。河田組に現れた石川は、地恵子の遺骨を齧りながら「そろそろ一家を興したい」と信じられぬ言葉で河田に土地と金をねだる。さらに幹部の神野、松岡からも金を獲た石川は、石材店を訪れ墓石を作るよう要請する。そして「墓にはこう彫ってくれ」と言いながら一枚の紙片を渡した。別の日に石材店を訪れ、黙々と墓石を刻む老石工の横に佇んでいる石川は、なぜか小声で一人笑い、石工に不審がられるのだった。
亡き今井の組を訪れた石川は仏壇を拝ませてくれと頼むが、未亡人はかつて大怪我を負わされた右手を震わせてその願いを固辞する。
墓参りに訪れたところを河田組組員に襲撃され負傷した石川だが、それでも驚異的な生命力で生き延び、病院生活を経て府中刑務所に収監された。そして昭和二十九年一月二十九日、石川は周囲の制止を振り切って刑務所屋上から身を投じ、二十九年の短い生涯を自らの手で終えた。その日は奇しくも亡妻・地恵子の三回忌の日であった。
刑務所の独房内には、石川が書いた遺書が残っていた---「大笑い　三十年の　馬鹿騒ぎ」
新宿・常円寺境内。石川が建てた自分と地恵子、そして今井の墓石がある。そこにはなぜだか「仁義」の二文字が刻まれていた。その墓を訪れる人は、もう誰もいない。

## 出演者
- 石川力夫：渡哲也
- 今井幸三郎：梅宮辰夫
- 石川地恵子：多岐川裕美
- 大阪の娼婦：芹明香
- 今井照子：池玲子
- 田村卓司：山城新伍
- 吉岡安夫：室田日出男
- 遠山敏：曽根晴美
- 青木政次：今井健二
- 杉浦誠：郷鍈治
- 河田の妾：小林千枝
- 警察署長：浜田寅彦
- 岡部：玉川伊佐男
- 徐辰：汐路章
- 親分：伊達三郎
- 夏子：衣麻遼子
- 米軍通訳：中田博久
- 売人：藤山浩二
- 警察次長：近藤宏
- 石工：三谷昇
- 河田組組員：浜田晃
- 野方署署長：河合絃司
- 親和会組員：日尾孝司
- 三国人：三重街恒二
- 武田：土山登士幸
- 米軍将校：ウィリアム・ロス
- 河田組組員：苅谷俊介
- 警官：相馬剛三
- 三国人：久地明、佐藤晟也
- 刑事：関山耕司
- 中盆：滝島孝二
- 神野：前川哲男
- 今井組組員：花田達
- 親和会組員：森正親
- 野津組組員：山之内修
- 哲：畑中猛重
- 五郎：城春樹
- 親和会組員：須賀良、はやみ竜次
- 三国人：檀喧太
- 秀：伊藤辰夫
- 谷：高月忠
- 親和会組員：亀山達也
- 三国人：大泉公孝
- 野津組組員：佐川二郎
- 今井組組員：溝口久夫、幸英二
- 売人：沢田浩二
- 親和会組員：影信之介
- 河田組組員：横山繁、清水照夫
- 今井組組員：青木卓司
- 野津組組員：桐島好夫
- 河田組組員：浅野謙次郎
- 看守：五野上力
- 河田組組員：高島志敏
- 賭場の客：木村元保
- パンスケ：謝秀容、三城貴子、内山朋子、田沢祐子、章文栄
- 女将：伊藤慶子
- 親和会組員：木村章平
- ボーイ：木村修
- 看守：山田光一
- 梶木昇：成田三樹夫
- 小崎勝次：田中邦衛
- 河田徹：ハナ肇
- 野津喜三郎：安藤昇

## スタッフ
- 企画：吉田達
- 原作：藤田五郎
- 脚本：鴨井達比古、神波史男、松田寛夫
- 撮影：仲沢半次郎
- 録音：小松忠之
- 照明：大野忠三郎
- 美術：桑名忠之
- 音楽：津島利章
- 編集：田中修
- 助監督：小平裕
- 記録：山内康代
- 擬斗：日尾孝司
- スチール：加藤光男
- 進行主任：東一盛
- 装置：小早川一
- 装飾：米沢一弘
- 美粧：入江荘二
- 美容：石川靖江
- 衣装：長谷稔
- 演技事務：石川通生
- 現像：東映化学
- 協力：ロイヤルモーターズ株式会社、大阪日日新聞社
- 監督：深作欣二

## 製作経緯

### 企画
企画は岡田茂東映社長。企画としてクレジットされている吉田達は「『仁義なき戦い』を含めて、一連の深作作品を気に入った岡田社長が、企画部長の天尾完次さんを通じて藤田五郎原作の『仁義の墓場』を深作に撮らせろと言ってきた」と述べている。吉田は「藤田五郎さんが日活へ出した企画が『仁義の墓場』だったんですが、ちっとも実現しないから藤田さんが岡田さんに持って行ったんです。僕がすぐ岡田さんに呼ばれて『タツ、深作ですぐこれをやれ！もうちょっと予算をやるからな』と言われたと述べている。　

### 石川力夫
吉田は深作に「岡田社長が『仁義の墓場』をやれって言ってるけどどうする?」と聞いたら、深作は歯切れが悪く「いや実は達ちゃんさあ、誰にも言ってないけど、神波史男と二人で石川力夫を調べて『現代やくざ 人斬り与太』と『人斬り与太 狂犬三兄弟』でもうやっちゃってるんだよな」と断りかけた。吉田は「いいじゃん、会社の金使ってもう一本やろうよ」と口説いて深作が承諾したと話している。本作のモデルとなった石川は、監督の深作と同じ、茨城県水戸市出身の伝説のヤクザで、本作以前の『現代やくざ 人斬り与太』や『人斬り与太 狂犬三兄弟』も石川を反映させたと述べている。また直前に長田紀生が石川を素材として『狼の仁義』という脚本を書き東映に提出したが映画化されなかった。石川力夫をモデルにした最初の映画は1950年の大映『午前零時の出獄』とされ、これは1963年に日活でリメイクされている。意外なところでは、若山富三郎の当たり役として知られる『極道シリーズ』も俊藤浩滋プロデューサーが、実在する大阪釜ヶ崎の愚連隊の男をイメージして脚本を指示したが、上手くいかず、脚本の松本功が東映本社の課長から石川力夫の話を聞き、松本がそれを換骨奪胎して造形したのが『極道シリーズ』の主人公の親分という。ただ本格的に石川を扱った映画は本作が最初である。安藤昇は石川と同世代の人で、やはり同時期に安藤が渋谷、石川が新宿と隣接する街を根城にしていた筈なので、何かしら接触も考えられるが、安藤は「石川力夫?誰だ、そりゃ?名前も聞いたことないな。どうせ小物だろ」と話している。

### シナリオ
本作が過酷な撮影となり、多くの伝説を生んだ理由は、鴨井達比古の脚本抜擢に端を発するが、その経緯について、吉田達は以下のように証言している。吉田は幸田清東映東京撮影所（以下、東映東京）所長から「君を企画部長にするよう岡田社長に伝えているから、来週から会議の時は僕の横に座りなさい」と言われていたのに、急に話が立ち消えになって企画部長は東映京都撮影所の天尾完次になり、天尾が東映東京に就いた。それまで天尾と吉田は酒を酌み交わす仲良しだったのだが、上下関係が出来ると天尾が吉田に命令するようになった。すると天尾が自分が昵懇にしている「鴨井に脚本を書かせろ」と吉田に命じた。吉田は「深作と鴨井では肌合いが違うから無理ですよ」と言ったのに「俺の言うことが聞けねえのか」と天尾が怒り、「いいから鴨井を連れて京都に何日かかろうが深作と打ち合わせして来い」などと深作の本質を知らない天尾に無理強いされた。天尾は岡田が東映東京のテコ入れのため京都から送り込んだ刺客であった。鴨井の証言では、1974年6月に鴨井が天尾からシナリオの発注を受けた時点では、菅原文太主演のオールスターものという企画であったという。鴨井単独でシナリオ執筆を始め、現地取材を行ったが、石川に親交のあった人たちの話を聞いても石川力夫像が上手く掴めなかった。手探りの苦しい模索の中、5ヶ月後の1974年10月12日、何とか350枚の第一稿を書き上げ東映に提出。東映はこの第一稿で基本的にOKという結論を出し、その線に沿って鴨井は脚本を短縮し280枚の第二稿を10月27日に書き上げた。
この後突如、路線が変更され、かねてより交渉していた渡哲也の東映主演が決まり、監督は渡の希望で深作欣二となり、鴨井のシナリオがそれに採用されることになった。渡は1974年の大河ドラマ『勝海舟』の主役を途中降板し、その後9か月、国立熱海病院に入院し11月に退院した。主演・渡、監督・深作が正式に決まったのは1974年11月とされ、1974年11月28日、東映本社会議室にて製作発表が行われた。渡の他、渡の所属する石原プロモーション社長・石原裕次郎も列席した。「長い療養生活を送った渡哲也のカムバック第一作」と報道された。「仁義なき戦いシリーズ」は東映京都撮影所製作のため、深作にとって東映東京撮影所での撮影は、1972年10月公開の『人斬り与太 狂犬三兄弟』以来となる。　
天尾の命令で吉田達は鴨井を伴い京都に赴き、『新仁義なき戦い』の撮影で激務中の深作との打ち合わせの機会を待った。11月17日に鴨井は深作と初めて会う。ここから約40日滞在したが、深作は撮影で忙しくて具体的な打ち合わせができなかった。このような状況で鴨井は12月15日、自分でも納得がいかないという第三稿まで書いた。このホンを深作が褒めたりしたため、鴨井は喜んでいたが、深作の性格をよく知る吉田はこれは危ないと踏んでいた。12月24日、『新仁義なき戦い』の撮影を終えた深作が東京に戻って来たため、新宿の旅館で打ち合わせに入った。鴨井と深作に吉田達を交え、「テーマをどこに置くかという基本問題に立ち返り、青春とは何か、破滅感とは何かに始まり、暴力の問題、生き方の問題など、方法論の解明に至らぬまま時間切れ解散となった。その後、鴨井単独で第四稿まで書き上げた。これが第四稿として雑誌『シナリオ』1975年3月号に掲載されている。シナリオ編集部はこれに「『仁義の墓場』のシナリオは、印刷期日内に最終決定稿が出来上がらず、やむを得ず改稿中途の第四稿を掲載しましたので、御了承下さい。映画化には、松田寛夫氏、神波史男氏も加わって作成されたシナリオが使用されるとのことです」と注釈を付けた(松田、神波が手を入れた決定稿は公刊されていない）。以降、第四稿、決定稿（撮影台本）まで分けているが、後述する深作や吉田達の話は、この第四稿とされる物を第一稿と説明している。
鴨井と深作が折り合えなかった原因として、鴨井が最初に東映から受けた依頼では、「スケールの大きな実録モノ」との注文が付いていて、『仁義なき戦い』の新宿死闘編のようなシナリオを書いていたとされ、「個」を究めたいとする深作の意に添わなかったとされる。深作は「僕としては今度は『仁義なき戦い』のような政治的群像ドラマではなく、孤絶した一人のヤクザの情念に焦点を当てた方が渡君の主演作として相応しかろうと考えた」、「（鴨井の）シナリオが石川力夫を中心としたヤクザの抗争図になってる。新宿のでかい抗争なんて嘘っ八なんですよ。新宿周辺は、ヤクザも愚連隊もいて、いろんな形で縄張りはあったけど、大きな勢力はなくて入り組んでいましたから。石川力夫のせこさはそのことの反映なんです。彼は勝手なことばかりやってるわけで、それと抗争図が合わない。『仁義なき戦い』シリーズでやったような、西日本を二つに分けた山口組と対抗勢力の戦争という構図が、ここには当てはまらないというか、無理なんです。じゃあ代わりにどうするかといってもドラマツルギーが立たない。鴨井君が書いたホンはそれなりに一つの流れを持っていて、動かせないようになっていた。今までの『仁義なき戦い』シリーズの流れから見れば新味がない。そこで鴨井君とは初めてだったから多少は遠慮もあって、もう駄目だ、俺にはできないと逃げにかかったら、引き止められた。吉田達プロデューサーがやってきて、松田寛夫でも何でも投入する、間に合わせてくれないと東撮が年明けに撮影に入る作品がなくなる。せっかく捕まえた渡哲也を手放すわけにはいかない。そんな話をする間に大晦日になってしまった。新年（1975年）早々、荻窪の旅館・木村館に松田寛夫と一緒に放り込まれ、神波史男を呼んで三人であれこれ話した。西のヤクザ戦争が東へ行っただけでは新味がなくて、リアリズムも迫力もない。何か別の切り口を見つけないといけない。藤田五郎の原作を忠実にするのではなく、ヤクザの哀れさを描きたいという話になり、セカンド助監督の梶間俊一が水戸に行って戸籍を追跡調査し、少年期の足取りがつかめた。またチーフ助監督の小平裕は裁判記録などを調べた。冒頭のドキュメンタリー仕立てで、石川の近所の人たちの証言は写真は本物ではないが、声は隠しマイクで取った本物で、これを基調に話をつなぐところから始めてみるかとなった。つないだからといってどこへ行けるかは分からないけど、少なくとも抗争図はよんどころないとなれば入れていいけど、大した問題じゃない。いちばん大事なのは石川力夫というヤクザは何だったのかということで、いっさい説明抜きでやった方が面白いんじゃないかとなった。勝算はまったくなかったです。一番強いモチーフになったのは、泣きだしたら二時間でも三時間でも泣き続けるということです。それが大人になったらどうなるだろうかと、と。そんなわけで、鴨井君の第一稿は気の毒だけど目茶苦茶になっちゃって、結局、松田と神波で撮影台本（決定稿）を纏めてくれたんです。石川力夫のことをいろいろ調べていくと、暴力人間としての哀れさがそくそく伝わってきて、渡哲也というすごくナイーブな柔らかな感性を持っているスターにはいいんじゃないかと、非常に孤絶した男の哀しみを渡君のパーソナリティとダブらせてみると、これはいけるぞと思ったんです。最初がこのホン（決定稿）だったら企画は通らなかったと思う。鴨井君が書いた最初のホンはちゃんとしていた」などと話している。吉田達は「深作は鴨井脚本をあんなのホームドラマだよ。あんなのダメだよ等とボロクソにけなしていた。松田寛夫と神波史男には『俺たちが最初から書きたかった。人が下手を売ったものを持って来て』と涙を流してなじられた」などと話している。
神波史男は、「今まで何回も期日ギリギリの仕事をしてきたけれど、これは俺と松田にとってもかつてない凄まじいスケジュールだった。1月17日のクランクインまで一週間。鴨井氏の準備台本があって最初に深作さんから渡されて『どや？俺はブラックユーモアを要求したんだけど、違うんだよなあ』と言うわけ。未だに何でブラックユーモアなのか僕も松田もよく分からねんだけど『ブラックユーモア、ブラックユーモア』と呪文のように唱えながら取り掛かった。この時はさすがに深作さんも博奕はしなかったね。不眠不休でワワワーッとやって、ちょっと仮眠して、ロケハンに出て行くんだよ。で、夕方帰って来てまたワーッだよ。その繰り返しで、こっちもいつどうやって書いたのかも覚えてない。もう無我夢中というか何というか。その勢いのままクランクインして、それであんなもん作っちゃったんだよ。まあ、傑作と言われてるけど、確かになかなかのもんだと思うね」などと述べている。
『キネマ旬報』1978年6月下旬号で鴨井と田山力哉との対談があり、鴨井が本作に対する不満をぶちまけた。鴨井は当時30歳過ぎで、最も若い部類の脚本家でもあり、「深作さんは、さあどう撮ろうかという時にならないと、具体的なイメージが出てこない人なんですね。基本的なことは話し合いましたけど、抽象論では分からないわけですよ。ぼくは深作さんとは決定的に合わなかった。深作さんは石川力夫と同世代で戦後の闇市を知る世代でもあり、その観点で石川を捉えていこうとする。ぼくの方は時代設定が昭和20年代であっても昭和40年代に引っ張り込もうとする。そのあたりが決定的に違ってました」などと述べ、食い違いは消えず。鴨井の主張では、深作は鴨井のシナリオのどこが気に入らないか指摘するわけではなく『どこか感覚的に違うんだな』と言っただけで鴨井脚本では撮れないと土壇場になって気心知れた神波史男、松田寛夫を呼び、一週間ぐらいで手を入れた。鴨井は激怒し、こっちは半年かかってるのに撮影直前になってこのホンでは撮れないなんてプロじゃない、僕に一言も断りもなく直してしまうなんて失礼な話、僕のホンで撮ればもっと傑作になった、深作さんがスター監督になると、何をやってようと深作批判はタブーだという風潮が出てくるけど、それは間違い」などと話した。
この鴨井の言及に対して、神波史男が『キネマ旬報』1978年7月下旬号で松田寛夫と相談した上で、としてこれに反論。無論スタート時に鴨井氏のシナリオは読まされてはしたが、我々の狙う表現とは対極のものとして、完全に捨ててかからざるを得なかった、我々は鴨井氏のシナリオを全く使っていない、その作業の内実たるや、決して手を入れてしまった程度のものではない、一週間の執筆期間しかなかったのは事実だが、半年かけられた鴨井シナリオとは別個に自立するものである、曲がりなりにも一週間で書けたのは、藤田五郎の的確な原作、改めて基礎的な調査をやり直すために、現地まで走ってくれた梶間俊一ら助監督諸氏の力に加え、我々が既に前作『人斬り与太 狂犬三兄弟』に於いて石川力夫を射程に入れていたこと等の結果である、『仁義の墓場』のシナリオ作者はあくまで我々であって鴨井氏ではない、我々としても、当時東映に対して鴨井氏のタイトルを外すよう強く要求しなかった点を反省するが、鴨井氏も、今になってこのような発言をされるのなら、あの時点で、潔くご自分のタイトルを降ろすべきでなかったか、などと反論した。多岐川裕美が演じたヒロイン地恵子は、鴨井シナリオでは強い女として描かれていたが、神波、松田版では、自らの意思を持っているのか、よく分からない人形のような女に変更され、無表情な地恵子がいきなり自殺してしまう不気味さにより、石川の不気味さが際立つように書かれている。
これに対して鴨井が『キネマ旬報』1978年8月上旬号で補足説明を行った。神波が主張した鴨井のシナリオを全く使っていない、鴨井シナリオとは別個に自立するものという件についての反論はなく、その間のすべての状況を知っているのは多分プロデューサーの吉田氏だけで、状況の一部しか知れされていない我々が脚本家どうしで、泥を投げ合ってもプラスにならないと話し、タイトル問題については、ホン直しをやっていると知らされた時点で天尾完次部長と吉田達プロデューサーに、私の名前を外してくれるよう強く申し入れたが、両氏の説得で私の名前は残ってしまったと説明。しかし深作に対しての批判は一切撤回せず、自身への礼節を欠いたものとして再度批判した。神波は2001年に10歳下の鴨井が先に亡くなってしまったため、後で「俺が鴨井さんだったら、そりゃ同じこと言うよ。今にして思えば悪いことをしたと思うけど」と話した。
吉田達プロデューサーの証言は、天尾完次が鴨井を脚本に選んだが、天尾は深作と仕事をしたことがないので吉田に「深作と鴨井を京都に連れて行って脚本を書いてもらってくれ」と頼み、深作と鴨井で40日かけ、ハコ書きまで行ったところで、深作が「これで脚本化しておいてくれば撮るよ」と言ったため、吉田と深作は東京に戻りここで鴨井の第一稿が出来た。この第一稿を読んだ深作が「これじゃ撮れない。これは全部違う」と言うので鴨井が怒って脚本を降りた。それでいつものメンバー、松田寛夫と神波史男を呼べとなり二人が投入された。松田と神波は深作が自分たちに発注せず、鴨井に発注したことに激怒し、さらに吉田に「一週間で書いてくれ」と言われ憤慨したが吉田がなだめ、「チーフ助監督の小平裕を入れて松田、神波、小平で三等分して書き直し、直しながら出来たのが決定稿」、「鴨井さんが書いたものを深作、松田、神波と小平らと手を加え、僅か一週間で撮影台本を書き上げました」と吉田は述べている。　
改稿中途の第四稿が『シナリオ』に掲載され、その注釈の影響なのか、脚本クレジットが文献やウェブサイトでまちまちとなっている。『映画芸術』で神波史男が荒井晴彦に「『仁義の墓場』は神波さんはクレジットされてない」と言われ、「一応されてるでしょ」と言い返したこともある。東映ビデオは鴨井の単独クレジットとしているが、映画封切り時のポスターや、ビデオパッケージ、DVDパッケージ、及び、東映チャンネルでは、松田、神波、鴨井の3人のクレジットとしていて、東映内でも統一されてなく、日本映画製作者連盟では、鴨井と神波のダブルクレジットながら、画像の封切り時のポスターには、松田、神波、鴨井の3人のクレジット表記がある。文化庁日本映画情報システムでは鴨井の単独クレジットで、鴨井の単独クレジットが多いようであるが、杉作J太郎、植地毅著『仁義なき戦い 浪漫アルバム』では、深作と鴨井のダブルクレジット、深作・山根貞男共著『映画監督 深作欣二』や大高宏雄著『仁義なき映画列伝』などでは、鴨井、松田、神波の3人のクレジットとなっている。鴨井、松田、神波、深作の4人のクレジットとするものは見当たらない。
1975年1月1日、まず深作と松田とで、翌1月2日に神波が加わり、夜中にシナリオのディスカッションが行われ、その正月に深作と助監督らは水戸でのロケハン及びロケ(冒頭部分)も行い、石川力夫の生家など水戸で取材を重ねた。深作が朝出かけて夕方帰ってくるまで松田と神波は寝たが、深作は全く寝る時間はなかったという。冒頭のイントロは水戸で取材した音声をそのまま使っているため、深作自身のセリフも入る。石川について語っているのは、実際に石川の子どもの頃を知る近所の人だが、そこに被さる映像は無関係な人物である。石川に関しては水戸で調べたが、石川が大阪に流れてからの行動は時間がなくて調べきれず。別班も立てて取材もしたが、大阪時代に知り合った田中邦衛扮する小崎勝次などは、ほとんど分からなかった。有名な女房の遺骨を齧る逸話は、石川の話ではなく、俳優・山本禮三郎の実話という。取材する時間も短く実録といってもかなりの部分はフィクションとなる。
神波がシナリオ作成に加わったのは「松田が呼ばれた次の日」と話しているものがあり、これだと1975年1月2日になるが、別のインタビューでは1975年1月10日と話している。ここから1月16日までの7日間で、撮影台本（決定稿）を書き上げた。1975年1月17日のクランクイン前日であった。

### キャスティング
渡哲也の東映初出演、初主演は、1974年春の"東映のお家騒動"が関係している。"東映のお家騒動"とは、当時の東映・岡田茂社長が、1973年の『仁義なき戦い』が大ヒットすると、1970年代に入り興行成績が鈍っていた「任侠映画」を捨て「実録ヤクザ映画」に転換しようとし任侠映画を統括していた俊藤浩滋と対立、鶴田浩二や若山富三郎、高倉健ら、東映の看板スターを囲っていた俊藤が彼らを連れて東映から独立し東宝に移籍しようとした騒動を指す。この動きは岡田が配下の高岩淡らを使ってスター一人一人を説得し全員残留となり事態は一応の決着を見たが高倉プロの撤回を要求されていた高倉健は岡田と確執があって東映作品の出演を拒むようになっており、このため岡田が"ポスト高倉健"と名指しして東映に引き抜こうとしたのが渡哲也だった。『仁義の墓場』が公開された1975年は、岡田社長が「どうしても渡君が欲しかった。このあともウチのアクションスターのトップとして活躍して欲しい。年間4、5本の主演作品を企画する」、「今年はわが陣営に引き込んだ渡哲也君の"渡路線"を確立することだ」とぶち上げる程の渡哲也に対する熱の入れ方だった。

東映の仁侠映画は1960年代半ば、当時実質東映のゼネラルマネージャー的立場にあった岡田茂プロデューサーが、不振の続く時代劇からそのフォーマットを容易に転換できると発案、路線化し俊藤浩滋を統括的プロデューサーに任命することで大きな成功を収め一時代を築いた。しかし約10年の間に俊藤が東映京都撮影所を牛耳るようになった。俊藤は東映の社員ではない外部プロデューサーのため反撥する者も多かったが任侠映画の大成功で誰も逆らえず、また面倒見が良かったこともあって看板スターを囲っていた。

渡哲也は日活がロマンポルノに転換した1971年に事実上フリーとなり、映画各社の間で激しい争奪戦が起こったが石原プロモーションへ入社した。しかしその後も各社勧誘は続き、弟の渡瀬恒彦をスカウトした岡田が長期間に渡り、秘かに渡と会って熱心に説得を続け、渡自身もアクション映画をやりたいと強く東映入りを希望したため1975年に渡は東映入りの報道もされた。1974年暮れ『脱獄広島殺人囚』、「新仁義なき戦いシリーズ」とも渡は出演要請を受けたが「体調が完全でない」と拒否し、1975年1月にクランクインしたのが本作となる。
薄倖のヒロイン地恵子に扮し石川との究極の破滅愛を演じた多岐川裕美は、この前年東京駅前の喫茶店でバイトしているところをスカウトされデビュー、本作に抜擢された（聖獣学園#多岐川のスカウト）。この地恵子は自殺する一週間前に石川力夫と婚姻届が出されているが、石川力夫が届を出したのかは不明という。
　

### 撮影
ホンがなかなか出来ないため、撮影が予想されるキャバレー等の美術を作ったり、撮影準備を先に始めた。例年なら東映東京撮影所は1月、2月は一番ヒマな時期であったが、1975年の東京撮影所は新年早々から活気付いた。1974年暮れからの持ち越し作品、山口和彦監督『怪猫トルコ風呂』が追い込み撮影、暮れに1日だけカメラが廻った本作の併映作・鈴木則文監督『少林寺拳法』も連日の夜間撮影が続いた。東京撮影所の正面広場には時折、一見赤レンガ造りの居丈高な刑務所の正門のセットが建つ。その向こうの撮影所建物の窓という窓に木製の黒い鉄格子をはめ込み、ロングショットで撮ったフィルムを映写にかけると立派な刑務所風景が映し出される。ある時は網走刑務所、ある時は栃木、ある時は宮城にもなる「東映任侠映画」、「女囚さそりシリーズ」など、数々の映画で使われたこれは通称"東映刑務所"と呼ばれた。それまで閑古鳥が鳴いていた所内に、久しぶりに東映刑務所が建てられたのは1974年12月、石井輝男監督の『直撃地獄拳 大逆転』のラストシーン用だった。一旦取り壊されたこの刑務所が府中刑務所のセットとして復元されたのは1975年1月。刑務所セット15メートルのダイビングシーンは春田純一が吹き替えており、当時では最も高い記録だった。この頃はエアーマット（衝撃吸収するためのセーフティーマット）がなく、体操で使うマットに段ボールを敷き詰めた状況のスタントであり。春田は「10代だったから恐れをしらないというか、何というか…」と振り返っている。
1975年1月、深作が二年ぶりに大泉に帰還。渡哲也が初めて東映にその雄姿を現した。クランクインを1975年1月16日とするものと、1975年1月17日とするものがある。　
クランクインの日、寒い日に渡は病み上がりに関わらず、朝の9時から素足に雪駄履きで石油のカンカン一つのところでいつまでも立っていた。ライティングに手間取り、ず～と立っているので、日活から付いて来たお付きの人に深作が「どうして椅子持って来ないんだ」と聞いたら「初めての仕事場で初めての主演作で、偉そうに椅子なんか座ってられん。椅子なんか持って来るなと言われたんです」と答えた。それを聞いた深作は背中がゾクゾクッとして「いっぺんに渡君を好きになった。そういう風に俳優さんに迫ってこられると、こっちもそれに応えたくなりますよ」と話した。
渡の出番は隙間なくびっちり続き徹夜が続いた。寒い時期で病み上がりの渡は、どんどん体調を悪化させ、後半は点滴を打ちながら撮影した。連日早朝から深夜に至る強行撮影。日曜、祭日は全て返上、ほぼ不眠不休で24日間という凄まじい強行軍で撮影を終えた。渡の親代わりを任ずる舛田利雄が後で吉田達プロデューサーを呼び出し「渡を殺す気か」と怒鳴りつけたという。たまたま神波史男と友人の脚本家・奥山貞行（奥山耕平）が店に居合わせ、昂った状態で再び飲み始めた舛田に奥山が悪気などなく「舛田さんはどうしてロマンポルノを撮らないんですか?」と質問した途端、舛田が再びブチ切れ、「この若造がっ！」と奥山の顔面を殴りつけ、奥山の眼鏡が吹っ飛び、鼻血がしたたった。なおも奥山を鷲掴みにかかり、次なる攻撃を仕掛かった舛田を吉田と神波が二人がかりで押さえ込み、何とか取り押さえた。スタッフもいつ寝たのか記憶がない程で、スクリプターも半世紀近くが経過した今もトラウマとして残り、本作の撮影が夢に出てきてうなされるという。クランクアップを1975年2月9日とするものと、1975年2月10日とするものがある。チーフ助監督の小平裕は「撮影は19日だった」と述べている。
クランクアップの2月9日の夕方からダビング及び映倫ラッシュ、その後、17時から翌朝8時までが編集ラッシュとされるが、編集ラッシュは丸1日もなし、無茶苦茶の二乗の製作過程であった、などと伊藤俊也の主宰する東映東京の労組系機関紙「大泉スタジオ通信」1975年2月25日号に書かれた。
映画の封切り日は1975年2月25日だった。

## キャッチコピー
俺が死ぬ時は　カラスだけが泣く！

## エピソード
- 本作は田中登の『㊙色情めす市場』に強い影響を受けている。田中いわく「『めす市場』と全カット真逆の映画」。深作は『仁義の墓場』を制作するにあたり、スタッフに『㊙色情めす市場』を16回観せたという。チーフ助監督の小平裕は「この話は嘘っぱちです。スタッフは観ていません」などと述べている[14]。
- 渡は前年の大河ドラマ『勝海舟』を途中降板し、療養生活を経ての復帰第一作が本作であった。まだ病み上がりで本調子ではなかったが、それがかえって幸いして、どす黒い肌色を含めて鬼気迫る表情を醸し出だし、石川の不気味な迫力をいやが上にも増大した[82]。特に火葬場で職員に導かれつつ、涙を滴らせながら地恵子の遺骨を箸で一つずつ摘み上げるシーン、さらに骨齧りのシーンに於ける狂気的な表情は語り草となっている。神波は「渡をこきつかってリアリティーを確保しようとした深作の狙いでなかったか」と述べている[24]。
- 本作は千葉真一主演の和製功夫映画『少林寺拳法』と同時上映で、多くのドラゴン少年に大きなトラウマを残した[5]。
- 本作公開後、岡田東映社長は「今年はわが陣営に引き込んだ渡哲也君の"渡路線"を確立することだ」とぶち上げ[35]、この年4月の『大脱獄』で高倉健と、5月の『県警対組織暴力』で菅原文太と競演させ、6月の『スーパー・アクション／強奪』（『資金源強奪』として映画化）と8月の『日本暴力列島・北九州電撃戦』（映画化されず）で主演させ、"東映スター渡"をイメージ付けようとしたが[35]、渡は『仁義の墓場』撮影後、映画のキャンペーンなどで満足な休みが取れず。案の定、高熱が出てなかなか下がらず1975年3月10日、再び病でダウンし[83]、東大病院に担ぎ込まれた[17]。念願だった高倉健との共演作『大脱獄』も降板を余儀なくされ[17]、前述の映画も全て出演できなくなり[84]、渡は結局東映と専属契約を結ばなかった[35]。二回にわたる入院生活は延べ2年半に及んだため[83]『仁義の墓場』は渡のこの年唯一の仕事と見られる。
- 撮影に当たって関係者一同は石川の墓に墓参りをしている。石川の墓は新宿の常円寺に現存する[14][85]。殺した兄弟分の今井幸三郎と一緒に墓に入り、墓石の側面には「仁義」と彫られている[14][85]。
- 本作の予告編のBGMには、「博徒外人部隊」、「解散式」、「網走番外地 悪への挑戦」、「不良番長 どぶ鼠作戦」の一部が使われている。
- 『緑色の部屋』の宣伝キャンペーンで、1980年2月に来日したフランソワ・トリュフォーに、日本の映画ジャーナリストが日本の名作を観てもらおうと、当時名画座かで掛かっていた本作を推薦し[86]、トリュフォーに観てもらった[86]。しかしトリュフォーは開始10分で劇場を出てしまい[86]、「何で?」と聞いたら、「非常に疲れていたのと、暴力的なシーンが多くて堪えられなかったのです。暴力的な映画よりエロチックな映画の方がずっと好きです」と言った[86]。

## 同時上映
- 『少林寺拳法』
  - 監督：鈴木則文
  - 出演：千葉真一、他

## サウンドトラック
- 仁義の墓場 オリジナル・サウンドトラック（2021年1月20日/CINEMA-KAN/規格番号CINK-114）

これまで失われたとされていた本編使用の音源を、マスターテープからリマスタリングしたもの。本編未使用の音源も収録されている。
また、ボーナストラックに津島利章が生前に擬似ステレオ化した音源が収録されている。

## リメイク
2002年に『新・仁義の墓場』としてリメイク。監督:三池崇史、脚本:武知鎮典、主演:岸谷五朗。主人公は同じだが、時代設定は現代に置き換えられている。

## 関連書籍
- 藤田五郎『仁義の墓場』青樹社、1984年。ISBN 978-4791302482。